# Димитър Каратонев
Димитър Иванов Каратонев е български художник – живописец и график.

## Биография
Каратонев е роден през 1978 г. в гр. Харманли. През 1996 година завършва ППГ „Васил Левски“ гр. Хасково в паралелка изобразителни изкуства.
През 2005 година завършва специалност графика във Великотърновския университет „Св. Св. Кирил и Методий“. От 2007 година членува в Съюза на българските художници.
Участва в множество национални и международни изложби за графично изкуство, в това число международни биеналета и триеналета на графиката в Токио, Кремона, Гливице, Напока, Истанбул, Лодз, Буенос Айрес, Организирал над 20 самостоятелни изложби в Киев, София, Пловдив, Бургас, Варна, Сливен, Харманли.

## Награди
- 2020 – Награда за живопис на балканско квадринале „Митове и легенди от моят народ“-Стара Загора
- 2020 – Награда за графика от международно биенале на малките форми Плевен
- 2020 – Награда за графика на биенале „Приятели на морето“ – Бургас;[6]
- 2019 – Трета награда за графика на национална изложба Сирак Скитник – Сливен
- 2017 – Награда за графика на СБХ-Стара Загора на национален графичен форум Стара Загора
- 2015 – Номинация за графика на регионален конкурс за съвременно изкуство на Алианц-Бургас
- 2015 – Награда за рисунка на национално биенале на рисунката – Велико Търново
- 2013 – Награда на Министерството на културата за рисунка на междухародно биенале на хумора и сатирата в изкуството – Габрово
- 2011 – Награда от СБХ на годишна изложба за малка графика – София
- 2008 – Диплома за графика от биенале „Малки форми“ – Плевен;
- 2007 – Диплома и медал от биенале „Ex Libris“ в Полша;
- 2007 – Специална награда за графика – галерия „Леседра“, София;
- 2003 – Диплома и медал от биенале „Ex Libris“ в Полша;
- 2003 – Награда за млад български график на биеналето за хумор и сатира в изкуството, Габрово;
- 2001 – Великотърновски университет, награда от галерия „Буларт“ за графика.[4]